# 糞作 (電影)
《糞作》（英語：Kuso）是一部2017年美國獨立恐怖喜劇多段式電影，由史蒂芬·艾力森執導並與大衛·佛斯、柴克·福克斯共同編劇。該片2017年1月21日登上日舞影展首映。

## 劇情
故事背景設定於一場發生於洛杉磯的大地震過後，報導地震的新聞記者臨時宣布的地震訊息，故事穿梭在倖存者在地震過後的生活。其故事由四段短片所組成。

## 演員
- 伊絲海·柯斯頓飾演梅西
- 柴克·福克斯飾演曼努埃爾
- 貝瑟妮·史密特飾演B（掛名為The Buttress）
- 沙恩·卡本特飾演查理
- 奧米·祖米飾演肯尼斯
- 瑪莉·松田飾演安潔兒
- 提姆·海戴克（英语：Tim Heidecker）飾演菲爾
- 漢尼拔·布瑞斯飾演卡佐
- 唐尼爾·羅林斯（英语：Donnell Rawlings）飾演馬祖
- 安德斯·霍姆飾演老師
- Busdriver（英语：Busdriver）飾演新聞海盜
- 大衛·佛斯（英语：David Firth）飾演王室
- 喬治·克林頓飾演克林頓醫生
- 黛安娜·泰拉諾娃飾演佩帕

## 發行
《糞作》2017年1月21日在日舞影展上首映。據傳，在放映過程中有很多人中途離席，飛蓮之音後來說，「在四百人中僅二十人喜歡。」
2017年6月，飛蓮之音宣布，該片於2017年7月21日美國有限上映，由Shudder發行。

## 外部連結
- 互联网电影数据库（IMDb）上《糞作》的资料（英文）
- 爛番茄上《糞作》的資料（英文）
- Metacritic上《糞作》的資料（英文）